# Dieter Fricke (Wirtschaftswissenschaftler)
Dieter Fricke (* 2. April 1936 in Dortmund) ist ein deutscher Wirtschaftswissenschaftler.

## Leben
Fricke studierte an der Albert-Ludwigs-Universität Freiburg, der Ruprecht-Karls-Universität Heidelberg und der Universität zu Köln Rechtswissenschaft und Betriebswirtschaft. 1957 wurde er Mitglied des Corps Hansea Köln. Als Diplom-Kaufmann wurde er 1966 zum Dr. rer. pol. promoviert. In Köln habilitierte er sich 1976 in Volkswirtschaftslehre. 1980 wurde er von der Universität Bayreuth auf den Lehrstuhl für Finanzwissenschaft und Allgemeine Volkswirtschaftslehre berufen. Von 1992 bis 1994 war er Dekan, danach bis 1996 Prodekan der Rechts- und Wirtschaftswissenschaftlichen Fakultät. Seit 1984 engagierte er sich in der Afrikaforschung. Von 1984 bis 1987 war er Projektleiter des Sonderforschungsbereichs 214 der Deutschen Forschungsgemeinschaft: Identität in Afrika – Prozesse ihrer Entstehung und Veränderung. Mit seinem interdisziplinären Arbeitsgruppe betrieb er mehrere Primärerhebungen und Fallstudien in  Nigeria, Tansania und Südafrika. Bei seiner „rheinnahen“ Herkunft hielt er am Rosenmontag seine Vorlesungen im Karnevalskostüm. 2008 wurde er emeritiert.

## Ehrenämter
- Sprecher des Bayerischen Wirtschafts- und Sozialwissenschaftlichen Fakultätentages (1994)
- Vorstand des Bayerischen Forschungsverbundes Forarea (1997)
- Beirat der Gesellschaft für Rechtspolitik